# Jane Schoenbrun
Pour les articles ayant des titres homophones, voir Schönbrunn et Schœnbrunn.
Jane Schoenbrun (prononcé en anglais : [ʃoʊnbrən]) est un réalisateur, scénariste et producteur américain, né en 1987 dans le Queens, à New York.
Schoenbrun commence à travailler dans l'industrie cinématographique à la fin des années 2010. Avant ses débuts en tant que réalisateur en 2018, Jane Schoenbrun a produit des longs métrages de fiction, des documentaires et des courts métrages.

## Biographie

### Origines, famille et études
Jane Flannery Schoenbrun naît Daniel Schoenbrun (couramment abrégé Dan Schoenbrun, nom sous lequel Jane Schoenbrun est connu et crédité,,, jusqu'à sa transition de genre) en 1987 dans le Queens, à New York.
Aîné de trois enfants, Jane Schoenbrun grandit à Ardsley, au sein d'une famille juive. Son père est un avocat fiscaliste.
Jane Schoenbrun fait des études de cinéma à l'université de Boston à partir de 2004 et jusqu'à l'obtention de son diplôme en 2009,. C'est au cours de ces études que le futur réalisateur Ben Safdie fait sa connaissance.

### Carrière
Avant sa carrière de réalisateur, Jane Schoenbrun a rédigé un nombre important d'articles et d'actualités pour Filmmaker, notamment sur le cinéma politique.
Jane Schoenbrun fait ses débuts dans la réalisation en 2018 avec le documentaire A Self-Induced Hallucination. Le film centre le récit du personnage d'horreur fictif et du phénomène Internet Slender Man, raconté à travers une compilation de séquences trouvées de vidéos YouTube existantes.
Son film We're All Going to the World's Fair (2021) est présenté en première lors du Festival du film de Sundance 2021 en ligne. Le film suit l'histoire d'une adolescente nommée Casey (Anna Cobb) qui rejoint un « jeu occulte en ligne ». Le film est inspiré et informé par l'esthétique d'Internet et les perspectives trans : « Imprégné de l'esthétique et de la tradition de l'horreur creepypasta sur Internet, World's Fair évoque avec précision l'étrangeté du Web profond, tout en rendant hommage aux films d'horreur à petit budget, notamment Paranormal Activity (2007) » … Schoenbrun, qui s'identifie comme une personne non binaire, a raconté à bitchmedia.org « Je me suis vraiment fait remarquer pendant les années où je travaillais sur ce film … je suis vraiment fier du fait que le film parle d'une voix trans au milieu de ce processus ». Le deuxième long métrage de Jane Schoenbrun se concentre principalement sur la manière dont les humains interagissent avec Internet : « Grâce à Cobb, nous jetons un regard alarmant et à jour sur la vie de tout adolescent contemporain moyen qui grandit et établit une voix principalement en ligne, luttant pour combler le fossé entre le réel et le virtuel ».
Annoncé en 2021, I Saw the TV Glow est un film d'horreur réalisé par Jane Schoenbrun avec Justice Smith et Brigette Lundy-Paine. « Le film suit deux adolescents parias qui se lient autour de leur amour commun pour une émission de télévision effrayante, mais la frontière entre la télévision et la réalité commence à s'estomper après son mystérieuse annulation ». Il parle également de l'identité queer,. Produit par Emma Stone, sous sa bannière Fruit Tree, avec A24 distribuant et produisant également, le film a été présenté en première au Festival du film de Sundance 2024, ainsi qu'au Festival international du film de Berlin et au Festival du film South by Southwest.
Il a également été annoncé que Jane Schoenbrun dirigerait une adaptation cinématographique du roman Nevada d'Imogen Binnie.

## Filmographie partielle

### Au cinéma
| Année | Titre                                          | Producteur | Scénariste | Réalisateur |
| ----- | ---------------------------------------------- | ---------- | ---------- | ----------- |
| 2012  | Speechless                                     | Oui        | Non        | Non         |
| 2016  | Black Soil, Green Grass                        | Oui        | Non        | Non         |
| 2016  | Collective, Unconscious                        | Oui        | Oui        | Non         |
| 2016  | Swallowed                                      | Oui        | Non        | Non         |
| 2017  | Lovewatch                                      | Oui        | Non        | Non         |
| 2017  | Village People                                 | Non        | Oui        | Non         |
| 2018  | A Self-Induced Hallucination                   | Oui        | Non        | Oui         |
| 2018  | Gwilliam's Tips For Turning Tricks Into Treats | Oui        | Non        | Non         |
| 2019  | Tux and Fanny                                  | Oui        | Non        | Non         |
| 2019  | Pots N' Tots                                   | Oui        | Non        | Non         |
| 2019  | Chained for Life                               | Oui        | Non        | Non         |
| 2019  | Dick Pics! (A Documentary)                     | Oui        | Non        | Non         |
| 2019  | Laying Out                                     | Oui        | Non        | Non         |
| 2020  | The Starr Sisters                              | Oui        | Non        | Non         |
| 2021  | We're All Going to the World's Fair            | Non        | Oui        | Oui         |
| 2023  | Girl Internet Show: A Kati Kelli Mixtape       | Oui        | Non        | Non         |
| 2024  | I Saw the TV Glow                              | Non        | Oui        | Oui         |

## Distinctions
| Année | Festival                                                | Titre                               | Prix                                                   | Résultat   |
| ----- | ------------------------------------------------------- | ----------------------------------- | ------------------------------------------------------ | ---------- |
| 2021  | Denver International Film Festival (en)                 | We're All Going to the World's Fair | Best Feature Film                                      | Nomination |
| 2021  | Fantasia Film Festival                                  | We're All Going to the World's Fair | Camera Lucida AQCC Award                               | Nomination |
| 2021  | Gijón International Film Festival                       | We're All Going to the World's Fair | Best Film                                              | Nomination |
| 2021  | Indie Memphis Film Festival                             | We're All Going to the World's Fair | Best Narrative Feature                                 | Nomination |
| 2021  | Montclair Film Festival                                 | We're All Going to the World's Fair | Future/Now Special Jury Prize for Visionary Filmmaking | Lauréat    |
| 2021  | Nashville Film Festival                                 | We're All Going to the World's Fair | Grand Jury Prize of Best Graveyard Shift Feature       | Nomination |
| 2021  | Oldenburg Film Festival                                 | We're All Going to the World's Fair | German Independence Award/Audience Award for Best Film | Nomination |
| 2021  | Sundance Film Festival                                  | We're All Going to the World's Fair | NEXT Innovator Award                                   | Nomination |
| 2021  | Festival international du film de Varsovie              | We're All Going to the World's Fair | Free Spirit Award                                      | Nomination |
| 2022  | Gotham Awards                                           | We're All Going to the World's Fair | Bingham Ray Breakthrough Director Award                | Nomination |
| 2022  | Indiana Film Journalists Association, US                | We're All Going to the World's Fair | Breakout of the Year                                   | Nomination |
| 2022  | Chicago Film Critics Association Awards                 | We're All Going to the World's Fair | Most Promising Filmmaker                               | Nomination |
| 2022  | Americana Film Fest (ca)                                | We're All Going to the World's Fair | Audience Award                                         | Nomination |
| 2024  | Festival international du film fantastique de Neuchâtel | I Saw the TV Glow                   | Meilleur Production Design                             | Lauréat    |